# Deutsche Freie-Partie-Meisterschaft 2000/01
Die Deutsche Freie-Partie-Meisterschaft 2000/01 ist eine Billard-Turnierserie und fand vom 25. bis zum 27. August 2000 in Duisburg zum 33. Mal statt.

## Geschichte
Leider liegen von dieser Meisterschaft keine Informationen vor. Daher ist die Endtabelle aus der österreichischen Billard-Zeitung Billard und der Enzyklpädie des Billardsports.

## Modus
Die Endplatzierung ergab sich aus folgenden Kriterien:
1. Matchpunkte
2. Generaldurchschnitt (GD)
3. Höchstserie (HS)

### Abschlusstabelle
| MP    | Match Punkte (Sieger = 2; Unentschieden = 1; Verlierer = 0) |
| SV    | Satzverhältnis (nur bei Turnieren im Satzsystem)            |
| Pkte. | Erzielte Karambolagen                                       |
| Aufn. | benötigte Aufnahmen                                         |
| GD    | Generaldurchschnitt                                         |
| MGD   | Mannschafts-Generaldurchschnitt                             |
| BED   | Bester Einzeldurchschnitt eines Spielers                    |
| BEMD  | Bester Einzeldurchschnitt einer Mannschaft                  |
| BSD   | Bester Satzdurchschnitt eines Spielers                      |
| HS    | Höchstserie                                                 |
| WRP   | Weltranglistenpunkte                                        |

| Klassement                 | Klassement       | Klassement | Klassement | Klassement | Klassement | Klassement | Klassement | Klassement | Klassement |
| Platz                      | Name             | MP         | Pkte.      | Aufn.      | GD         | BED        | HS         |            |            |
| -------------------------- | ---------------- | ---------- | ---------- | ---------- | ---------- | ---------- | ---------- | ---------- | ---------- |
| 1                          | Thomas Nockemann | 10:2       |            |            | 128,57     | 300,00     | 300        |            |            |
| 2                          | Sven Daske       | 9:3        |            |            | 55,81      | 300,00     | 300        |            |            |
| 3                          | Thorsten Frings  | 9:3        |            |            | 35,60      | 100,00     | 297        |            |            |
| 4                          | Carsten Lässig   | 8:4        |            |            | 36,17      | 150,00     | 197        |            |            |
| 5                          | Udo Mielke       | 4:4        |            |            | 33,80      | 37,50      | 225        |            |            |
| 6                          | Jens Probhardt   | 4:4        |            |            | 27,79      | 100,00     | 296        |            |            |
| 7                          | Markus Melerski  | 2:6        |            |            | 35,80      | 50,00      | 242        |            |            |
| 8                          | Christian Jansen | 2:6        |            |            | 6,52       | 8,57       | 58         |            |            |
| 9                          | Stefan Konopka   | 0:8        |            |            | 8,75       | -          | 102        |            |            |
| 10                         | Philip Meier     | 0:8        |            |            | 7,56       | -          | 66         |            |            |
| Turnierdurchschnitt: 28,14 |                  |            |            |            |            |            |            |            |            |